# Carpomys melanurus
Carpomys melanurus és una espècie de mamífer rosegador de la família dels múrids. És endèmic de l'illa de Luzon (Filipines), on viu a altituds d'entre 2.200 i 2.500 msnm. El seu hàbitat natural són els boscos montans i molsosos. Es desconeix si hi ha cap amenaça significativa per a la supervivència d'aquesta espècie. El seu nom específic, melanurus, significa ‘cuanegre’ en llatí.